# Compagnie de Pouvoir du Bas-Saint-Laurent
La Compagnie de Pouvoir du Bas-Saint-Laurent (CPBStL) est un distributeur d'électricité québécois fondé en 1922 par l'homme d'affaires Jules-A. Brillant. Desservant à l'origine une partie de la vallée de la Matapédia, elle a graduellement étendu son territoire au reste du Bas-Saint-Laurent et à une partie de la Gaspésie, avec une stratégie agressive de consolidation des distributeurs existants.
Faiblement capitalisée, l'entreprise échappe au contrôle de Brillant en 1927. L'homme d'affaires de Rimouski en redevient cependant propriétaire durant la crise des années 1930, à la faveur des difficultés financières des intérêts américains qui l'avait acquise quelques années plus tôt. La petite taille de son marché, l'absence de grands clients industriels et ses tarifs élevés entraînent le mécontentement de sa clientèle et sa stagnation.
La société est rachetée par Hydro-Québec dans le cadre de la deuxième nationalisation des compagnies d'électricité en 1963. Au moment de son acquisition par la société d'État, elle comptait environ 35 000 clients répartis sur un territoire allant de Trois-Pistoles à Sainte-Anne-des-Monts.

## Origines

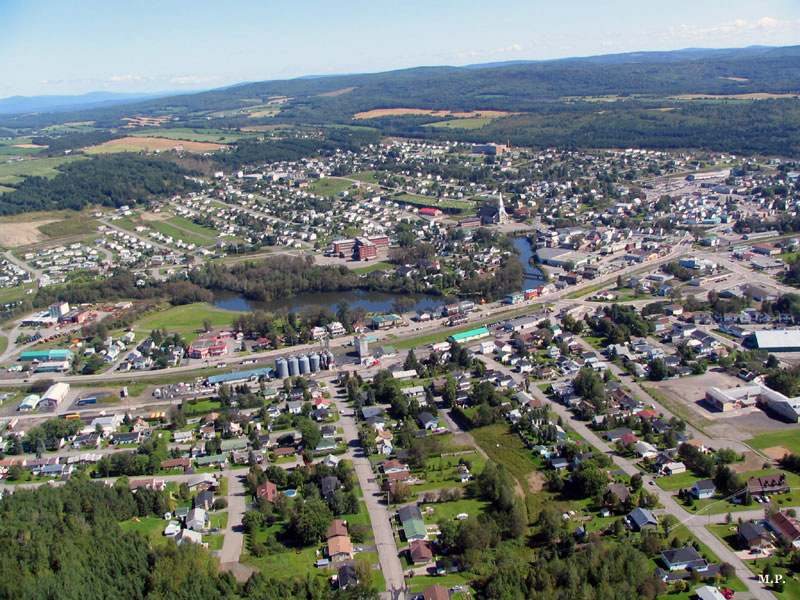
C'est de la petite ville d'Amqui que l'industriel Jules-A. Brillant bâtira à compter de 1911 sa mainmise sur la distribution de l'électricité dans le Bas-Saint-Laurent.

La distribution de l'électricité dans le Bas-Saint-Laurent est autorisée par la ville de Rimouski dès 1895, puis en 1899, mais ce n'est qu'en 1902 que la Compagnie électrique de Rimouski, fondée par Michel Ringuette, établit son premier réseau de distribution dans la région. Il faudra quelques années supplémentaires avant de voir d'autres entreprises ouvrir le marché de la distribution électrique dans le reste du Bas du fleuve. En 1909, un groupe de citoyens fonde la compagnie d'électricité d'Amqui, qui aménage une petite centrale de 150 kW sur la rivière Matapédia. La compagnie construit un réseau qui s'étendra graduellement dans la vallée ; d'abord à Amqui, puis à Lac-au-Saumon, Saint-Léon-le-Grand, Val-Brillant et Sayabec. La construction de cet aménagement à la sortie du lac Matapédia, le seul possible sur le cours de la rivière, permet l'implantation d'un moulin à farine et d'une usine de rabotage dans la municipalité.
Des initiatives semblables surgissent dans d'autres secteurs. La Compagnie électrique de Trois-Pistoles est fondée en 1917, puis achetée par la ville trois ans plus tard. La même année, Eugène Côté installe une génératrice à son moulin de L'Isle-Verte et distribue de l'électricité pendant une dizaine d'années. À Cabano, un groupe d'investisseurs locaux investit dans une génératrice au fioul et se lance dans le commerce de l'électricité.
L'homme d'affaires Jules-André Brillant, qui dirige la Compagnie électrique d'Amqui entre 1911 et 1920, est familier avec l'approche employée par la Shawinigan Water and Power Company pour développer son marché en Mauricie. Il échafaude un projet de consolidation des compagnies électriques présentes sur le territoire bas-laurentien. Il s'assure d'appuis dans les milieux financiers et avec son conseiller juridique Paul-Émile Gagnon, obtient du gouvernement l'émission de lettres patentes pour fonder une société par actions, la Compagnie de Pouvoir du Bas-Saint-Laurent — aussi connue en anglais sous l'appellation Lower St. Lawrence Power Co. —, en juillet 1922.

## Expansion

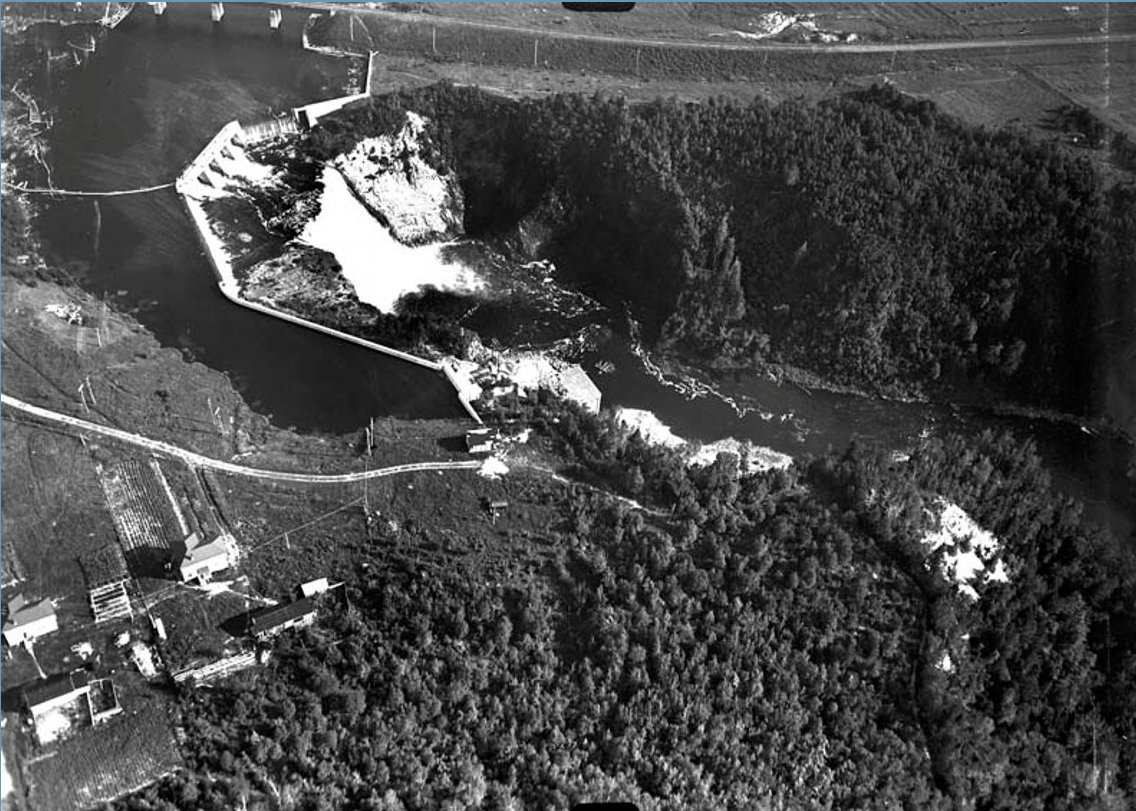
Construite entre 1922 et 1929, la centrale de la Mitis-1 est la première grande unité de production de la Compagnie de Pouvoir du Bas-Saint-Laurent.

Dans un premier temps, Brillant fait l'acquisition de la Compagnie d'électricité d'Amqui et de la concession hydraulique  sur la rivière Mitis, qu'il finance avec une émission d'obligations d'un million de dollars. Dans l'année qui suit, la compagnie achète le réseau électrique de la compagnie Roy à Saint-Ulric-de-Rivière-Blanche et les actions du Crédit municipal canadien, propriétaire du réseau électrique de la ville de Rimouski et titulaire de la concession d'éclairage des rues de la ville. La compagnie rachète les réseaux de la compagnie Rouleau à Mont-Joli et celui de Price Brothers à Matane, s'entend avec Elsie Reford, puis avec la Commission des eaux courantes de Québec pour aménager une centrale hydroélectrique de 6 MW sur la rivière Mitis, près du village de Priceville et fait construire une ligne à haute tension entre Rimouski et Matane.
En 1924, l'entreprise s'étend vers le Nouveau-Brunswick, avec la formation d'une nouvelle filiale, la Matapedia Valley Light and Power Company, qui construit un réseau de distribution et une ligne de transport de 66 kV pour desservir la région de Campbellton. Cette croissance rapide de l'entreprise entraîne cependant des problèmes d'ordre financier. La dernière émission d'obligations se vend mal, parce que l'entreprise ne compte presque pas de clients industriels, les abonnés résidentiels constituant sa seule source de revenus. La Central Public Service Corporation de Chicago vient à la rescousse de l'entreprise et en prend le contrôle, reléguant Brillant à un rôle de gérant. Durant cette période, l'entreprise poursuit tout de même son expansion, en érigeant une ligne de transport vers Trois-Pistoles et L'Isle-Verte et en achetant le réseau électrique de Cabano.
La Grande Dépression assombrit toutefois les perspectives financières du propriétaire américain de la CPBStL. Aux prises avec des difficultés financières, Central Public Service cède ses obligations à une autre entreprise américaine en 1933. Surtout intéressés à récupérer leur mise de fonds, les nouveaux créanciers permettent à Brillant de reprendre le contrôle de l'entreprise en 1934.
L'entrepreneur, qui est aussi actif dans la téléphonie et la radio, reprend sa stratégie de consolidation dans le secteur électrique en étendant son réseau de transport jusqu'à Sainte-Anne-des-Monts et en achetant, à des conditions avantageuses, une série de coopératives électriques, à Rimouski, à la Rédemption, à Saint-André-de-Restigouche, à Saint-Edmond-du-Lac-au-Saumon, à Notre-Dame-du-Lac, dans le comté de Matane, en plus de certains réseaux de la coopérative d'électricité du Golfe. Afin d'alimenter ces nouveaux clients, l'entreprise construit une deuxième centrale hydroélectrique sur la Mitis, la centrale de la Mitis-2 (4 MW) en 1947 ainsi que deux petites génératrices thermiques d'appoint à Rimouski,.
La crise économique lance un débat public sur le « trust de l'électricité » au Québec. Les tarifs de la CPBStL sont la source de plusieurs plaintes du public. Un des deux journaux de Rimouski, L'Écho du Bas-St-Laurent, publie à quelques reprises des lettres appelant à municipaliser le service ; le maire Louis-Joseph Moreault plaidera d'ailleurs en faveur de la municipalisation aux audiences de la commission d'enquête dirigée par Ernest Lapointe. Sans surprise, cette revendication est absente de l'autre journal, Le Progrès du Golfe, propriété de Jules-A. Brillant. L'élection à la mairie de Paul-Émile Gagnon entre 1939 et 1947 garantit à l'entreprise de Brillant une attitude bienveillante de la municipalité, Gagnon étant l'avocat de la compagnie.
Entre 1945 et 1947, la compagnie met en service entre 200  et   300 milles (320-480 km) de lignes supplémentaires sur son territoire. Pour ce qui est du 1 220 milles (2 000 km) qui reste à construire en 1949, la compagnie explique que cette expansion ne répond pas à ses critères d'investissement, qui prescrivent un rendement minimal de 6 % sur le capital investi. En 1948, la compagnie complète la mise en service d'une ligne de transport de 38 milles (61 km) qui permet l'intégration de la région du Témiscouata au réseau électrique québécois, qui importait son électricité de l'État du Maine.

## Stagnation
Malgré ces mises en service, le Bas-Saint-Laurent et la Gaspésie souffrent systématiquement d'une pénurie d'énergie qui ralentit les efforts d'électrification rurale et d'industrialisation. En 1931, seulement 800 des 10 000 fermes de la région ont accès à l'éclairage électrique, une proportion de 8 % bien inférieure à la moyenne québécoise de 14 %. Pointé du doigt, Brillant rejette la responsabilité  d'électrifier les campagnes sur le gouvernement, arguant que l'expansion de son réseau aux zones plus isolées ne serait pas rentable. La demande d'électricité dépassant systématiquement l'offre en Gaspésie, Hydro-Québec sera appelée à la rescousse au début des années 1950 afin de livrer de l'énergie.
La société d'État québécoise créée en 1944 ne distribue pas elle-même de l'électricité à l'extérieur de son territoire montréalais. Mais avec l'expansion de son réseau de centrales, elle consent à agir à titre de fournisseur des monopoles régionaux privés. Compte tenu de sa capacité limitée, la CPBStL demande au producteur public de l'alimenter. À compter de 1952, Hydro-Québec met en chantier une nouvelle ligne sous-fluviale de 69 kV reliant les nouvelles installations de la rivière Betsiamites et Les Boules, un village aujourd'hui fusionné à Métis-sur-Mer. Quatre câbles seront immergés dans le Saint-Laurent à des profondeurs allant jusqu'à 400 m la ligne devant être mise en service en 1954. Des essais révèlent cependant que deux câbles sont défectueux. Un deuxième bris entraîne de nouveaux délais et la ligne est mise en service en 1955. Elle fonctionne normalement  durant trois ans et demis, mais par intermittence à partir de 1959 jusqu'en 1962. Hydro-Québec abandonne le projet et construit à la place une centrale thermique dotée de 6 groupes de 6 000 kW en attendant la construction d'une ligne de 230 kV entre Lévis et Les Boules, un projet de 30 millions de dollars, qui sera construit en 1962 et 1963.
Après 30 années sans verser de dividende, la situation financière de la compagnie s'améliore grandement à compter des années 1950. Elle paie un premier dividende de 25 cents par action en 1954 et poursuit cette pratique dans les années suivantes, versant entre 37 et 70 cents par action à partir de 1956. Toutefois, en raison de l'absence de charge industrielle importante sur son réseau, les tarifs de la compagnie sont parmi les plus élevés au Québec et la qualité de son service est souvent critiquée par les clients.

## Nationalisation
Au début des années 1960, les tarifs de la CPBStL varient de 9,50  à   9,60 $ pour une consommation mensuelle de 400 kWh, soit presque le double du tarif en vigueur sur le territoire d'Hydro-Québec à Montréal (4,92 $). Le Bas-Saint-Laurent et la Gaspésie comptent parmi les régions les moins développées sur le plan de l'électricité. La Compagnie de Pouvoir du Bas-Saint-Laurent possède une part de marché de 2,29 % de l'ensemble du Québec et sa capacité de production est infime, ne représentant que 0,12 % de la puissance installée. Au 1er janvier 1962, elle comptait 33 280 clients.

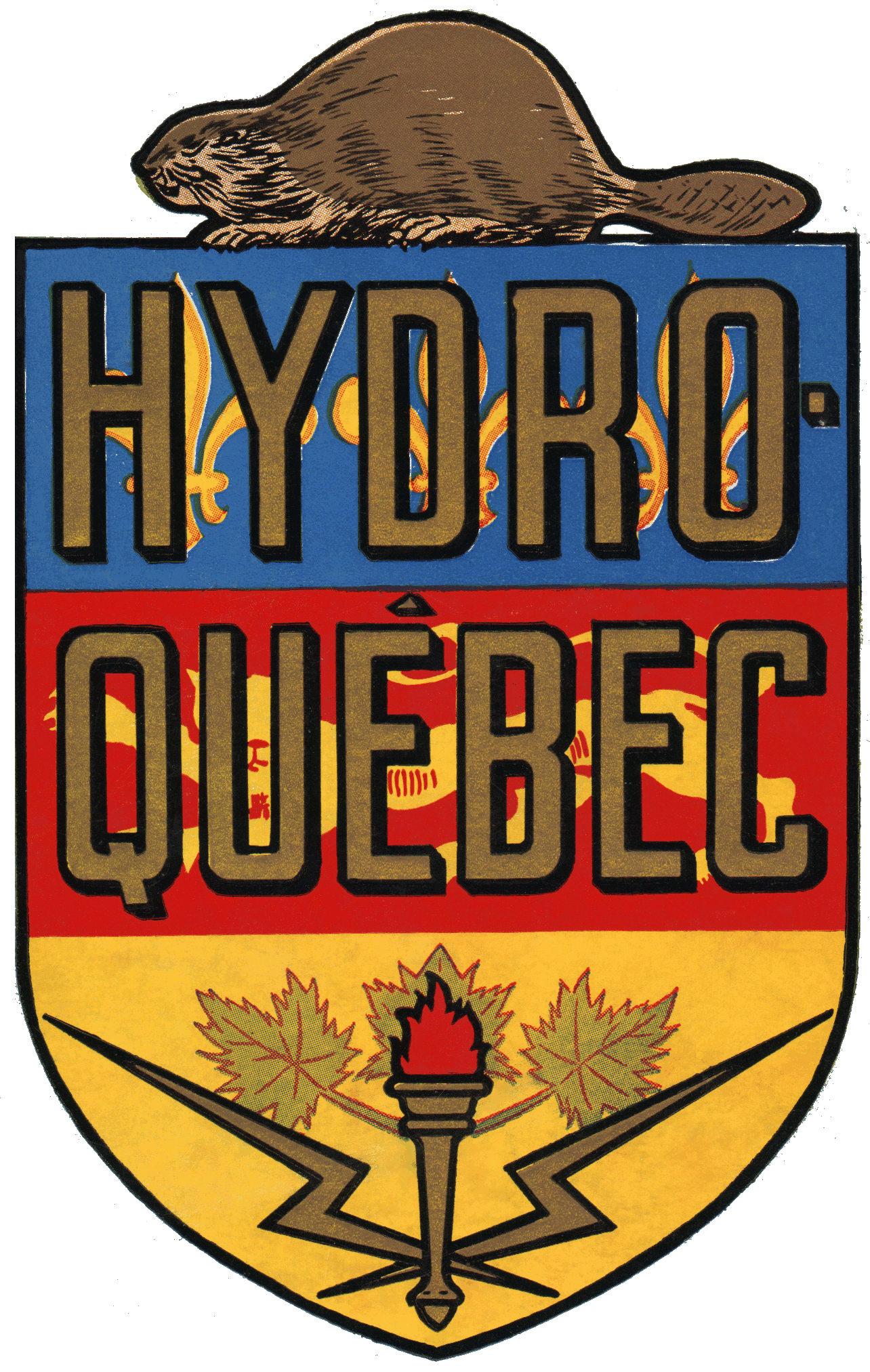

Le coût total de la nationalisation de la Compagnie de Pouvoir du Bas-Saint-Laurent est estimé à 14 321 020 dollars. Au moment de l'offre publique d'achat à 37 $ par action, le 28 décembre 1962, les 200 000 titres ordinaires en circulation se négociaient à 29,50 $ ; leur valeur avait fluctué entre 26  et   36,50 $ en 1962. Le rachat des 105 901 actions privilégiées d'une valeur nominale de 20 $ a été effectué en transformant ces titres en obligations de 10 ans portant intérêt à 4,5 % et garanties par le gouvernement. En prenant le contrôle de l'entreprise, Hydro-Québec assume aussi la dette à long terme de la compagnie, qui s'élevait à 4,8 millions de dollars au 31 décembre 1962.
Au moment de son intégration au sein d'Hydro-Québec, le réseau de la compagnie comprenait 23 postes de distribution, 313 milles (503 km) de lignes de transport et 2 082 milles (3 350 km) de circuits de distribution. Elle employait 373 personnes. L'ancien siège social de la CPBStL à Rimouski devient, après la nationalisation, le bureau régional d'Hydro-Québec pour l'est du Québec.
Près d'un demi-siècle après son intégration au sein d'Hydro-Québec, la Compagnie de Pouvoir du Bas-Saint-Laurent existe encore sur papier. Elle est toujours incorporée en vertu de la partie 1A de la Loi sur les compagnies du Québec et produit régulièrement les déclarations requises.